# Florian Beigel
Florian Beigel (* 1941 in Konstanz; † 25. August 2018 in London) war ein deutsch-britischer Architekt.

## Leben
Florian Beigel studierte nach einer Zimmermannslehre Architektur am University College London und an der Technischen Hochschule Stuttgart. Als Student arbeitete er für Rolf Gutbrod. Nach seinem Diplom 1968 war er Assistent bei Günter Behnisch und Jürgen Joedicke und arbeitete an den Planungen für das Olympiastadion München, hier insbesondere zusammen mit Frei Otto. 1969 bis 1970 war er Assistenzarchitekt bei Arup Associates in London.
Zusammen mit Konrad Frey betrieb Beigel ab 1971 das Architekturbüro «Building Planning and Resources» mit Sitz in London. Sie arbeiteten an Dünnschicht-Patentanmeldungen und Forschungen zu energieeffizienten, kostengünstigen und leichten Bausystemen. Bis zur Aufgabe des Büros 1979 wickelten beide auch Bauvorhaben für die Fisher Fine Art Gallery nahe dem St. James’s Square und das Fischer House am Grundlsee ab. Beigel gründete später auch das Büro «Florian Beigel Architects». Das von Beigel zusammen mit seinem ARU-Team entwickelte Projekt Saemangeum Island City in Korea wurde auf der Biennale in Venedig 2010 ausgestellt. Zuletzt bearbeitete er mit seinem Partner Philip Christou große Städtebauprojekte, unter anderem in Südkorea.
Anfang der 1970er Jahre lehrte er an der London Metropolitan University, wo er auch das Designforschungsstudio «Architecture Research Unit (ARU)» gründete. Dort entwickelte er Prototyp-Leichtbaustrukturen wie Holzgitterschalen und -netzwerke, inspiriert durch seine frühere Zusammenarbeit mit Frei Otto und seinem Institut für Leichte Flächentragwerke (IL). Er lehrte über 45 Jahre, bis 2017, an der Sir John Cass School of Art, Architecture and Design (The Cass) der London Metropolitan University.

## Projekte und Bauten
- Half Moon Theatre in London (1985)
- Bishopsfield Housing Modernisation project in Harlow, England (1994)
- Apartment in Kensington, London (1992)
- Apartment in Clerkenwell, London (1999)
- Regeneration Design der Brikettfabrik Witznitz, Borna (1996–2000)
- Kunstlandschaft Cospuden bei Leipzig (1997–2001)
- Stadtlandschaft Lichterfelde Süd in Berlin (1998–2002)
- Paju Book City bei Seoul, Südkorea (1999)
- Saemangeum Island City, Südkorea (2008)
- Moon Village, Seoul, Südkorea (2014)

## Ehrungen und Auszeichnungen
- Großer Kunstpreis Berlin für Baukunst (2013)
- RIBA Annie Spink Award for Excellence in Architectural Education (2014)

## Schriften
- City Structures (2009), zusammen mit Philip Christou
- Architecture as City: Saemangeum Island City (2010), zusammen mit Philip Christou
- Baukunst: The Art of Building (2011), zusammen mit Philip Christou